# Oaksey
Oaksey – wieś w Anglii, w hrabstwie Wiltshire. Leży 66 km na północ od miasta Salisbury i 132 km na zachód od Londynu. W 2001 miejscowość liczyła 490 mieszkańców.